# Municipio de Lake Shore
El municipio de Lake Shore (en inglés: Lake Shore Township) es un municipio ubicado en el condado de Lac qui Parle en el estado estadounidense de Minnesota. En el año 2010 tenía una población de 191 habitantes y una densidad poblacional de 1,37 personas por km².

## Geografía
El municipio de Lake Shore se encuentra ubicado en las coordenadas 45°8′1″N 96°9′53″O / 45.13361, -96.16472. Según la Oficina del Censo de los Estados Unidos, el municipio tiene una superficie total de 139.35 km², de la cual 133,68 km² corresponden a tierra firme y (4,06 %) 5,66 km² es agua.

## Demografía
Según el censo de 2010, había 191 personas residiendo en el municipio de Lake Shore. La densidad de población era de 1,37 hab./km². De los 191 habitantes, el municipio de Lake Shore estaba compuesto por el 100 % blancos. Del total de la población el 0,52 % eran hispanos o latinos de cualquier raza.